# Мальсагов, Абу Увойсович
Абу Увойсович Мальсагов (ингуш. Малсаганаькъан Увойса Або; 12 сентября 1937, Гамурзиево, Чечено-Ингушская АССР — 19 марта 2007) — ингушский советский и российский литературовед, литературный критик и фольклорист. Главный редактор журнала «Литературная Ингушетия» (1997—2005). Автор статей в энциклопедиях «Мифы народов мира» и «Мифологический словарь народов мира».

## Биография
Родился 12 сентября 1937 года
в селении Гамурзиево Назрановского района Чечено‑Ингушетии. Будучи в детском возрасте, Мальсагов был депортирован со своим народом в Центральную Азию, где и получил среднее образование. Вернулся на родину после восстановления Чечено-Ингушской АССР в 1957 году, тогда же поступил на историко‑филологический факультет Чечено‑Ингушского государственного пединститута, который окончил в 1962 году с отличием. Мальсагова как выпускника‑отличника, который ещё студентом заинтересовался литературоведением, пригласили на работу в Чечено‑Ингушский научно‑исследовательский институт, где он проработал научным сотрудником в 1962—1978-е годы. В 1966 году Мальсагов заочно окончил аспирантуру Дагестанского филиала Академии наук СССР. В 1978 году он стал членом Союза писателей СССР. В 1978—1992 годах Мальсагов был старшим и главным редактором, заместителем председателя Гостелерадио Чечено‑Ингушетии. После образования Ингушетии, в 1992—1995-е годы он работал старшим преподавателем и доцентом Института повышения квалификации работников образования. С 1996 года и до конца жизни Мальсагов работал доцентом кафедры русской литературы Ингушского госуниверситета. Он был членом Союза журналистов России. Умер 19 марта 2007 года.

## Научная и творческая деятельность
Литературовед и коллега Мальсагова Х. В. Туркаев пишет, что Мальсагов, возглавляя сначала студенческое научное общество факультета, а затем института, и принимая участие во всех начинаниях, ещё студентом из-за своего «широк[ого] кругозор[а] и эрудицией» резко выделялся на фоне других однокашников. И из-за этого, он раньше всех приступил к публикации в республиканской периодической печати литературно-критических и литературоведческих статей и очерков, где, по словам Туркаева, уже в те годы «ставил и решал серьёзные проблемы истории и современного состояния ингушской литературы и фольклора».
Резкому взлёту литературы и искусства ингушей и чеченцев после восстановления Чечено-Ингушской АССР была посвящена Декада чечено-ингушской литературы и искусства, проводившейся в ноябре 1965 года в Центральном доме литераторов имени А. М. Горького в городе Москве. В нём одним из двух официальных докладчиков был Мальсагов. По мнению Х. С. Туркаева, Мальсагов тогда на трибуне «очень верно и убедительно» рассказал о развитии литературы и искусств этих народов. В 1970—80‑х годах он также выступал с докладами об ингушской литературе и в других городах: в Ленинграде, Ростове‑на‑Дону, Орджоникидзе, Махачкале, Черкесске и Ереване.
Мальсагов, как начинающий литературовед и литературный критик, в первую очередь, взялся за научное осмысление литературно-художественного опыта, накопленного за годы советской власти. Так, в его работах были анализированы главные заслуги ингушских поэтов, прозаиков и драматургов, которые, как пишет Туркаев, «в небольшие промежутки времени между репрессиями и депортацией народа сумели вывести свою литературу на общесоюзный уровень».
В ингушской литературоведении было много белых пятен, за которые взялись молодые литературоведы. Так, Мальсагов написал большую, по мнению Туркаева, работу о жизни и творчестве основоположника ингушской советской поэзии Т. Д. Бекова. По словам Туркаева, в ней автор впервые установил, что Беков, бывший у истоков зарождения ингушской письменной поэзии, «очень глубоко осмыслил свое время и историю, накопил значительные художественно-эстетические традиции, явившиеся той главной основой, на которой собственно и началось восхождение ингушской поэзии последующих десятилетий». Туркаев считал, что благодаря тому, что в 1960—1970-х годах Мальсагов стремился вернуть в национальную культуру забытые или полузабытые имена учёных, писателей, просветителей и публицистов 1860-70-е годы он сделал немало открытий, которые резко расширили хронологические рамки истории ингушской литературы. Благодаря ему, было установлено авторство А.-Г. С. Гойгова ранее неизвестных произведений, изданных под псевдонимами «Агсиго-Черный» и «Кара», что позволило определить творческий рост Гойгова и расширить рамки становления ингушской советской прозы к 1918 году. Одновременно с работой о Бекове, Мальсагов, работая в различных архивах, библиотеках и книгохранилищах, собрал творческое наследие первого ингушского этнографа Ч. Э. Ахриева, жившего в XIX веке, о ком он и написал научную статью, в которой, по мнению Туркаева, была включена «цельная и глубоко аргументированная характеристика его творчества». Также, по мнению Туркаева, не менее значимыми являются заслуги Мальсагова и в исследовании литературной, научной и просветительской деятельности двоюродных братьев Ивана Давидовича и Василия Иосифовича Цискаровых, братьев Асланбека и Ибрагима Базоркиных, а также других писателей, оставивших значительный след в ингушской прозе и публицистике второй половины XIX века.
В 1968 году в соавторстве с Х. В. Туркаевым Мальсагов издал книгу «Путь к зрелости», а в 1969 году — «Писатели советской Чечено‑Ингушетии». В 1971 года была издана его первая авторская книга критических и литературоведческих статей «В боевом строю». В 1973 году была издана его другая книга — «Заманца гӏа боахаш».
В апреле 1997 года по инициативе Мальсагова Правительством Ингушетии был учреждён журнал «Литературная Ингушетия», главным редактором которого он был вплоть до своей кончины. Мальсагов способствовал находке и изданию многих неизданных прежде и неизвестных широкому читателю произведений ингушских авторов, а также изданию дебютных произведений начинающих писателей.
По мнению Туркаева, Мальсагов преуспел и в фольклористике. Мальсагов вместе с другими немногими сотрудниками сектора литературы Чечено-Ингушского научно-исследовательского института участвовал в ежегодно проводимых фольклорных экспедициях, в ходе которых учёный, как пишет Туркаев, «сдал в рукописный фонд этого института десятки тысяч страниц ценнейшего фольклорного материала самых различных жанров». Этим, по мнению литературоведа, Мальсагов «сохранил для своего народа довольно многое из этого богатства». Кроме того, начиная с 1967 года он систематизировал и издал не только самый большой том «Ингушского фольклора», но ещё и три книги об ингушском юморе и сатире — «Вайнаьха юмор» (1976), «Сакъердаме дувцараш» (1983), «Цагенах дола дувцараш».
При публикации фольклора Мальсагов встречал сопротивление со стороны представителей власти, так как некоторые из них шли в разрез с
«борьбой с пережитками прошлого» и проведением «национальной политики». Из-за этого, как вспоминает Туркаев, «много лет лежа[ли] в издательстве добротно подготовленные к печати фольклорные тома на чеченском и ингушском языках», многие из которых так и не были изданы. Литературовед вспоминал с сожалением то, что
«два народа [чеченцы и ингуши] лишились возможности быть услышанными мировым читателем и зарубежными учёными», так как русский перевод чеченского и ингушского эпоса, составленный Мальсаговым и С. Эльмурзаевым в 1960-е годы, так и не был опубликован в серии «Эпос народов СССР» (Академия наук СССР). То же самое случилось, когда Туркаев и Мальсагов попытались опубликовать
русский перевод чеченских и ингушских героико-эпических песен «илли». Опубликованная в 1979 году книга «Илли», включала в себя только небольшую часть подготовленных учёными чеченских и ингушских «илли». По словам Туркаева, Мальсагова принимал активное участие во всех этих работах, постоянно подготавливая тексты на ингушском языке. После публикации второго тома «Ингушского фольклора» (1976), который, по мнению Туркаева был «чрезвычайно богат по содержанию», и после очень долгой работы над ним, Мальсагов перешёл к исследованию жанра ингушского юмора, к которому до него редко кто из учёных обращался.
Мальсагов также является автором статей в «Мифах народов мира», «Истории многонациональной советской литературы» и «Мифологическом словаре народов мира». Его статьи издавались в газетах и журналах «Литературная газета», «Литературная Россия», «Вопросы литературы», «Учёные записки Дагестанского филиала Академии наук СССР» и «Известия Ереванского университета».
Туркаев считал значительным вклад Мальсагов в дело образования и просвещения ингушского народа. Так, начиная с 1964 года он являлся автором или соавтором всех школьных программ по ингушской литературе и фольклору. Кроме того, он был автором учебников и составителем хрестоматии по ингушской литературе для седьмого, восьмого и десятого классов, книг для чтения и хрестоматии по ингушской литературе для первого и второго классов. Научной, педагогической и просветительской деятельностью Мальсагов занимался и в дальнейшем, в частности в годы редактирования Чечено-Ингушского Гостелерадио в 1978—1992-е годы.
По словам Туркаева, Мальсагов уделил много времени и сил подготовке и воспитанию литературной смены, а Я. С. Патиева пишет что, он постоянно занимался с творческой молодежью, напутствовал и вывел в литературу много талантов. В 1969 году в городе Грозном он возглавлял Республиканское объединение молодых поэтов, прозаиков и драматургов при редакции газеты «Комсомольское племя». В 1979—1984-е годы совмещая работу редактирования альманаха «Утро гор» Мальсагов продолжал свою деятельность. В Ингушетии в течение пятнадцати лет Мальсагов возглавлял Республиканское творческое объединение молодых писателей (1997, при редакции «Литературной Ингушетии»), организовывал конкурсы молодых литераторов, многие из которых благодаря ему получили путёвки в большую литературу. Данное объединение посещали более шестидесяти писателей, некоторые из которых являлись лауреатами и призёрами ежегодных республиканских литературных конкурсов, многие из них уже являлись авторами опубликованных отдельных книг или сборников, или готовились к этому.
Мальсагов писал стихи, хотя и не включал их в сборники, считая это скорее увлечением, нежели очередной стороной своего творчества.

## Награды
- Заслуженный работник культуры ЧИАССР (1989)[3]
- Заслуженный работник радио и телевидения СССР[3]
- Заслуженный учитель Республики Ингушетия (1997)[3]
- Орден «За заслуги» (Республика Ингушетия, 2002)[3]
- Почетный гражданин города Назрани[3]

### Комментарии
1. ↑  Также встречается вариант «Увайсович»[1].

### На русском
- Горчханова Т. Х. Жанр рассказа в ингушской литературе. Истоки. Становление : дис. на соиск. учёной степ. канд. филол. наук: 10. 01. 02 / Науч. рук.: В. А. Бигуаа. — М. : ИМЛИ РАН, 2016. — 211 с.
- Мальсагов Абу Увайсович : Биобиблиогр. указатель / Сост.: Зав. НКО Д. М. Албакова. — ст. Орджоникидзевская : НБРИ, 2001. — 28 с.
- Патиев Я. С. Мальсагов Абу Увойсович // Музыкальный атлас. Ингушетия / Сост.: Т. А‑Х. Дзаурова [и др.]; Рец.: М. Б. Долгиева, В. А. Чернявский, А. А. Жаманова. — Ростов н/Д.: Южный издательский дом, 2023. — Т. 1. — С. 305—306. — 352 с. — 1000 экз. — ISBN 978‑5‑98864‑167‑4.